# Vial

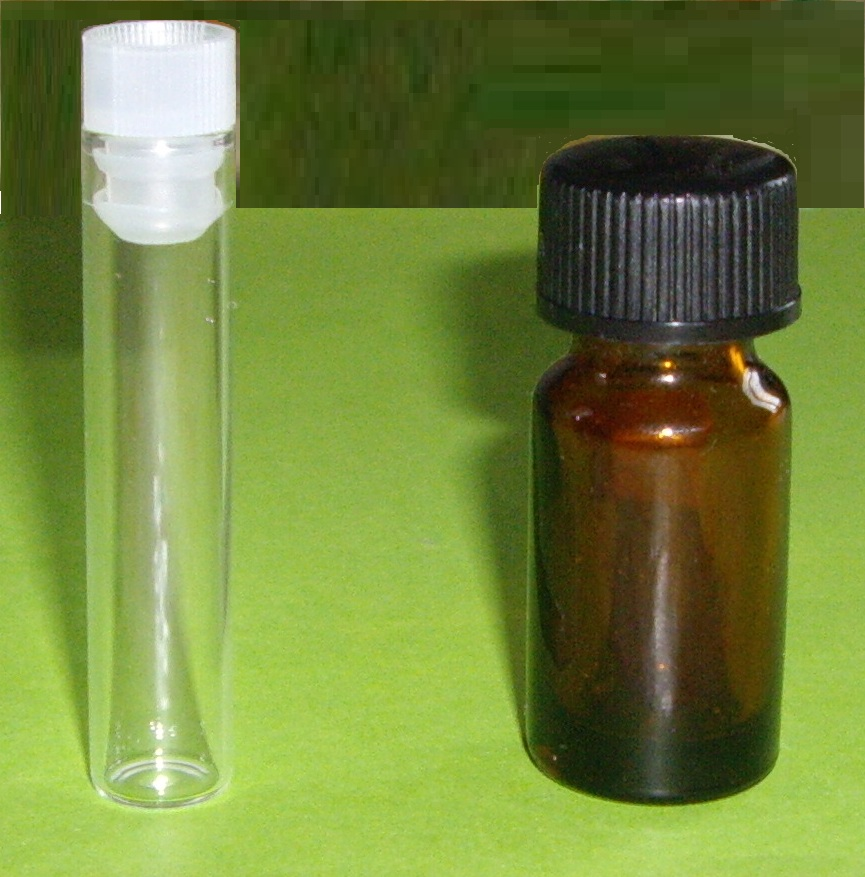
Vial

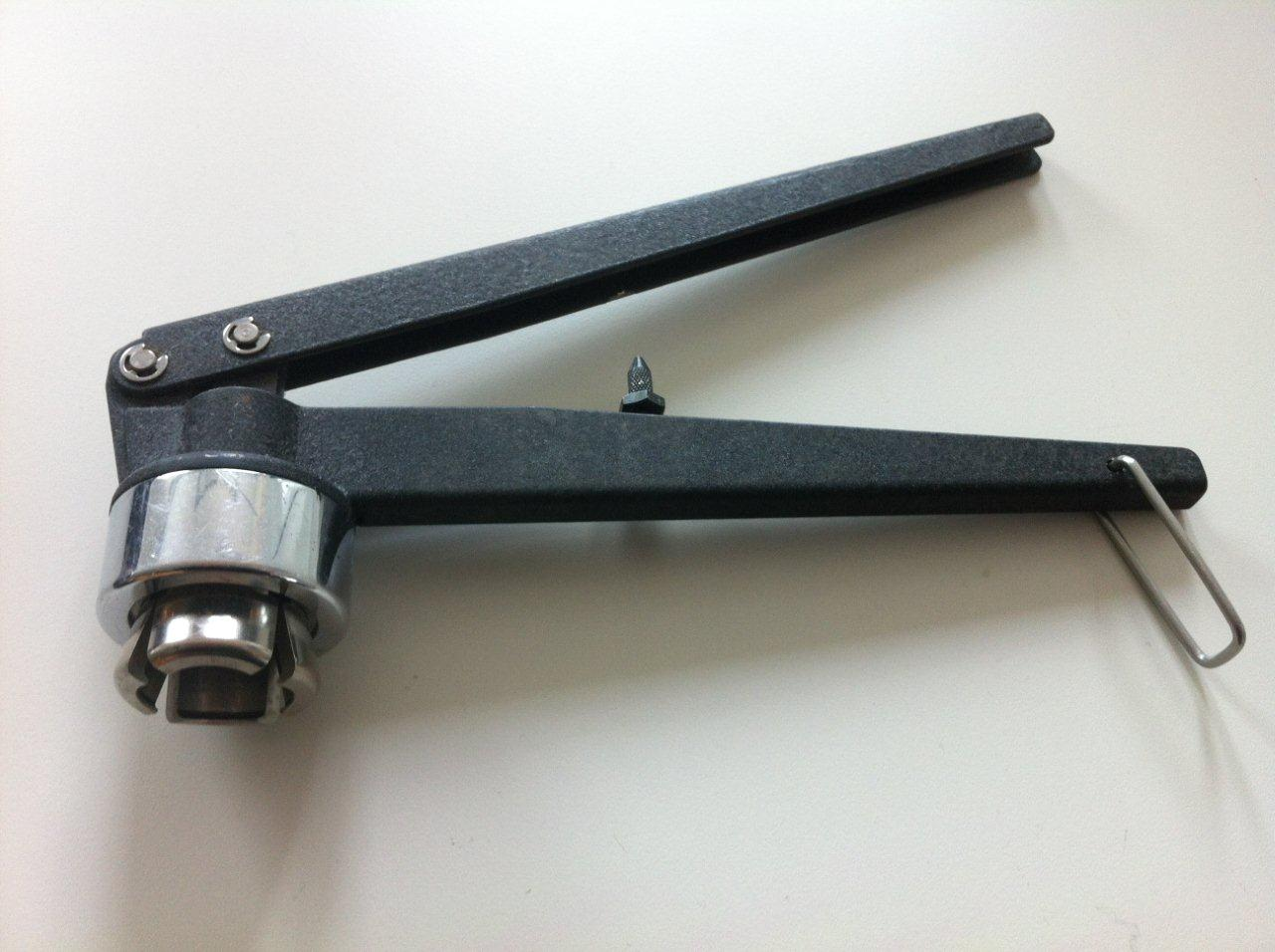
En vialtång.

Vial är en behållare oftast av plast eller glas som används för att förvara medicin i vätske- eller pulverform eller som kapslar. Vialen kan också användas för att förvara prover som senare skall analyseras.
Vid provtagning av vatten som misstänks innehålla flyktiga organiska föroreningar (VOC) är det viktigt att säkerställa att vattenprovet placeras i en vial, från vilket ämnena ej kan absorbera till materialet eller fly. Locket utgörs då av aluminium med ett membran. För att säkerställa att locket tillsluts ordentligt på vialen, med syfte att bevara VOC:erna, används ett speciellt verktyg, vialtång. Vid tillslutning placeras vialens lock på vialen och sedan används tången som med ett jämnt tryck runt hela vialen och tillsluter denna. Vialtången är utformad så att tångens diameter i hoptryckt läge är densamma som vialens vilket gör att tillslutningen blir perfekt utan att den känsliga glasflaskan trycks sönder.